# Alex Carella
Alex Carella (Codogno, 5 giugno 1985) è un pilota motonautico italiano che compete nel campionato di F1H2O.

## Biografia
Nel 2014 è stato insignito del collare d'oro per meriti sportivi del CONI dopo aver vinto il terzo titolo di mondiale F1h2o (Formula 1 motonautica) consecutivo. Carella ha ottenuto in totale quattro titoli mondiali in F1h2o (Formula 1 motonautica) e diverse titolazioni nelle classi minori.

## Risultati

### Campionati del mondo di F1h2o
- 2017 - Vincitore
- 2014 - Secondo
- 2013 - Vincitore
- 2012 - Vincitore
- 2011 - Vincitore
- 2010 - Terzo

### Campionato del mondo di endurance
- 2013 - Vincitore

### 24 ore di Rouen
- 2013 - Vincitore